# Metazygia castaneoscutata
Metazygia castaneoscutata är en spindelart som först beskrevs av Simon 1895.  Metazygia castaneoscutata ingår i släktet Metazygia och familjen hjulspindlar. Inga underarter finns listade i Catalogue of Life.